# Tyleria phelpsiana
Tyleria phelpsiana là một loài thực vật có hoa trong họ Ochnaceae. Loài này được Maguire & Steyerm. miêu tả khoa học đầu tiên năm 1972.